# Charles Stein
Charles M. Stein (* 22. März 1920 in Brooklyn, New York; † 24. November 2016 in Fremont, Kalifornien) war ein US-amerikanischer Statistiker.

## Leben
Stein studierte an der Columbia University. Im Zweiten Weltkrieg arbeitete in der Wettervorhersage für die US Air Force und kam mit statistischen Arbeiten in Berührung. Nach dem Krieg promovierte er 1953 an der Columbia University bei Abraham Wald mit der Schrift  A Two-Sample Test for a Linear Hypothesis Having Power Independent of the Variance. Er war Professor an der Stanford University.
Stein war seit 1975 Mitglied der National Academy of Sciences. 1966 hielt er einen Plenarvortrag auf dem Internationalen Mathematikerkongress (ICM) in Moskau (Some recent developments in statistics). Er war Wald und Neyman Lecturer des US-amerikanischen Institute of Mathematical Statistics.
Von ihm stammt die Stein-Methode zur Näherung von  Wahrscheinlichkeitsverteilungen (mit Grenzen für die Fehler). Sie entstand Ende der 1960er Jahre, als er in seinen Vorlesungen einen neuen Weg suchte, den „kombinatorischen“ zentralen Grenzwertsatz von Wald und Wolfowitz zu beweisen. Eine analoge Methode für die Poisson-Approximation wurde von Steins Schüler Louis H. Y. Chen entwickelt und wird heute als Stein-Chen Methode bezeichnet.
Von ihm stammt ein Paradoxon in der statistischen Entscheidungstheorie (1955), dass bei drei oder mehr abzuschätzenden Parametern, Verfahren mit einer kombinierten Schätzung der Parameter genauer sind als die üblichen Verfahren, die die Parameter getrennt schätzen. Das Paradoxon stieß anfangs auf Ablehnung und löste heftige Debatten aus.
Des Weiteren zeigte er das Lemma von Stein, das eine Abschätzung für die Konvergenzgeschwindigkeit der Power bei Neyman-Pearson-Tests bei wachsender Stichprobengröße liefert. Außerdem ist der Satz von Barankin und Stein über die Struktur lokal minimaler Schätzer nach ihm benannt.

## Schriften
- Approximate computation of expectations, Hayward, Kalifornien, Institute of Mathematical Statistics Lecturesnotes, 1986